# Материнская смертность
Матери́нская сме́ртность (также коэффицие́нт матери́нской сме́ртности или КМС) является важным статистическим показателем, который характеризует частоту случаев смерти беременных женщин, а также рожениц. Согласно наиболее распространённой классификации, в категорию материнских смертей попадают летальные исходы, наступившие в период самой беременности, а также в течение 42 дней после её окончания. Причиной летального исхода в этом случае может служить любое патологическое состояние, связанное непосредственно с беременностью (кроме несчастных случаев и других случайных причин). В настоящее время показатель материнской смертности служит одним из основных критериев, по которому определяют качество и уровень организации работы современных родовспомогательных учреждений. Несмотря на значительное сокращение частоты материнских смертей во второй половине XX века, и особенно после 1990 года, уровень материнской смертности остаётся значительным в развивающихся странах.
Более высокие показатели материнской смертности наблюдаются среди женщин, проживающих в сельских районах; среди лиц с низким доходом, среди незамужних женщин, а также среди подростков.

## Географические различия и тенденции последних лет
Ежедневно в мире около 800 женщин умирают от предотвратимых причин, связанных с беременностью и родами. Кроме этого, наметилась тенденция к возобновлению показателя в некоторых развитых странах. В США показатель материнской смертности опустился до рекордно низких значений 9,1 на 100 000 живых рождений в период между 1979—1986 гг, но затем вырос до уровня 14 смертей на каждые 100 000 пациентов в 2000 и достиг 24 смертельных исхода на 100 000 рожениц в 2008 году. По состоянию на 2012 год, целый ряд стран (Азербайджан, Албания, Армения, Босния и Герцеговина, Грузия, Турция, Киргизия) по тем или иным причинам не ведут полную регистрацию смертей, но у них или же у сотрудничающих с ними международных организаций есть альтернативные источники данных на этот счёт.
При этом в некоторых странах мира (Таджикистан и Туркменистан) такая статистика вообще не ведётся (2012). Страной с одним из самых низких КМС в мире (2) в 2008—2010 годах была Белоруссия. В РФ соответствующий показатель был равен (20), на Украине — (21).
В России в 2001 году показатель материнской смертности составлял 36,5 на 100 тыс. родов. В 2014 показатель материнской смертности при родах достиг в Российской Федерации абсолютного исторического минимума — самой нижней отметки за всю историю страны. Он составил 10,8 на 100 тыс. родов.
В 2015 году был поставлен новый рекорд — 10,1 на 100 тыс. родов.